# Тагільський сільський округ
Тагі́льський сільський округ (каз. Тагиль ауылдық округі, рос. Тагильский сельский округ) — адміністративна одиниця у складі Сарикольського району Костанайської області Казахстану. Адміністративний центр — село Тагільське.
Населення — 973 особи (2021; 1352 у 2009, 1774 у 1999, 2142 у 1989).
Станом на 1989 рік існувала Тагільська сільська рада (села Дудаковка, Єрмаковка, Новодудаковка, Сунали, селище Тагільський). Село Дудаковка було ліквідоване 2017 року.

## Склад
До складу адміністрації входять такі населені пункти:
| Населений пункт     | Старі назви | Населення, осіб (1989) | Населення, осіб (1999) | Населення, осіб (2009) | Населення, осіб (2021) |
| ------------------- | ----------- | ---------------------- | ---------------------- | ---------------------- | ---------------------- |
| Дудаковка, село     | -           | 137                    | 124                    | 63                     | -                      |
| Єрмаковка, село     | -           | 302                    | 253                    | 163                    | 86                     |
| Новодудаковка, село | -           | 84                     | 14                     | 7                      | -                      |
| Сонали, село        | Сунали      | 362                    | 340                    | 274                    | 228                    |
| Тагільське, село    | Тагільський | 1257                   | 1043                   | 845                    | 659                    |